# Налоговые классы в Германии
Налоговый класс (нем. Lohnsteuerklasse) определяет в Германии величину налога на заработную плату, налога солидарности и церковного налога налогоплательщика. Выбор налогового класса влияет также на величину многих социальных выплат — пособия по безработице, социальных пособий, детских пособий, пособия по беременности и родам и др.

## Налоговые классы

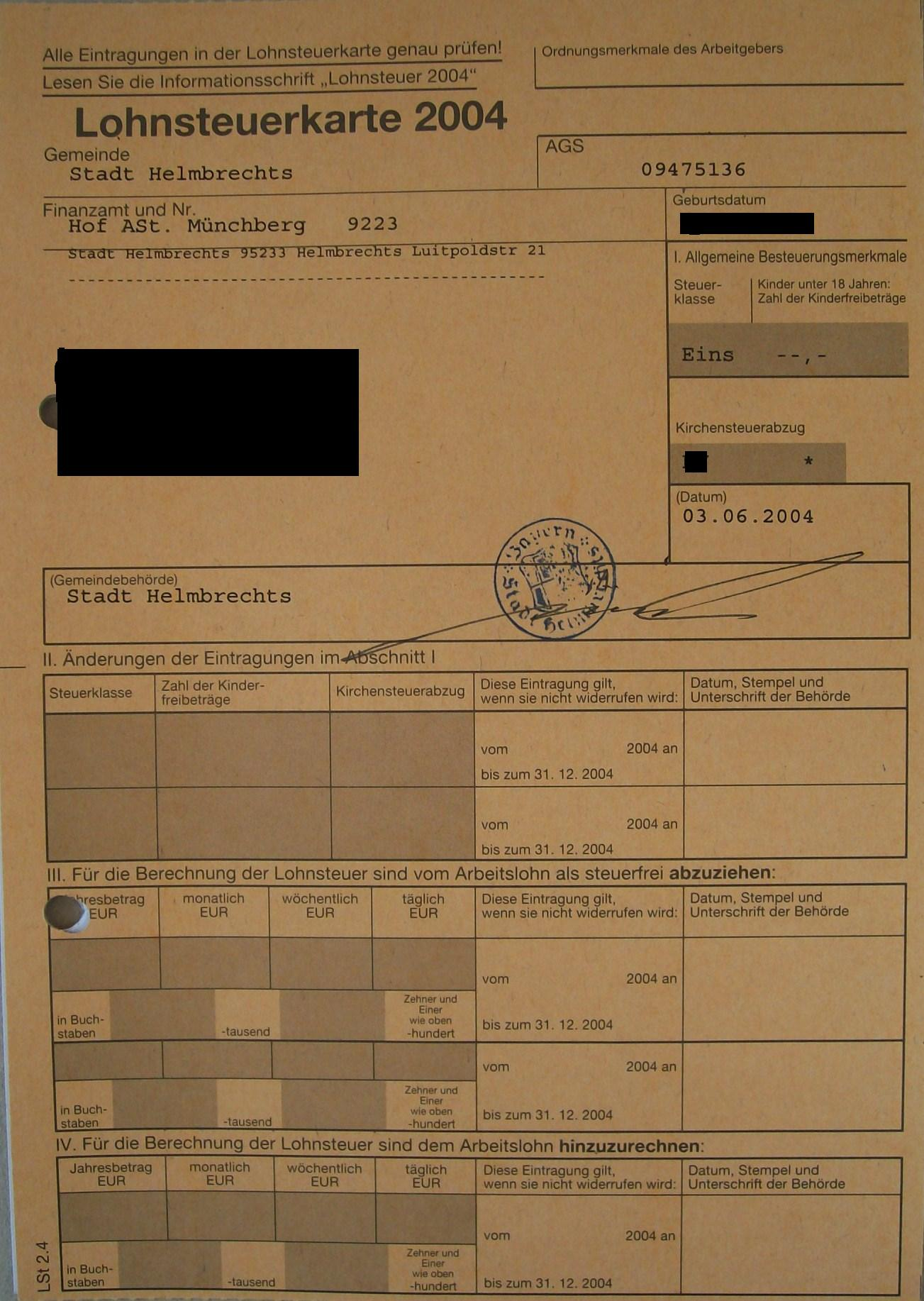
Налоговая карта образца 2004 года

### Класс I
К первому налоговому классу относятся:
- лица, не состоящие в браке или зарегистрированном гражданском партнёрстве;
- лица, состоящие в браке или партнёрстве, если их супруг/партнёр постоянно проживает за границей;
- лица, состоящие в браке или партнёрстве, но длительно живущие отдельно;
- разведённые (брак/гражданское партнёрство);
- вдовцы (вдовы), если после смерти супруга/зарегистрированного партнёра прошло более года.

Если имеются предпосылки к III или IV классам, класс I не может быть назначен.

### Класс II
Ко второму налоговому классу относятся те же лица, что и к первому классу, если они:
- в одиночку воспитывают как минимум одного несовершеннолетнего ребёнка (одинокая мать или одинокий отец) и
- имеют право на специальную государственную помощь для такой категории граждан (нем. Alleinerziehendenentlastungsbetrag).

### Класс III
К третьему налоговому классу относятся:
- состоящие в браке или гражданском партнёрстве:
  - проживают совместно с супругом/зарегистрированным партнёром, ведя общее хозяйство и
  - не выбрали IV налоговый класс;
- вдовцы (вдовы):
  - до смерти супруга/зарегистрированного партнёра пара проживала совместно, ведя общее хозяйство и
  - после смерти супруга/зарегистрированного партнёра не прошло более года.

При выборе одним из супругов/зарегистрированных партнёров III налогового класса второй супруг/партнёр автоматически переходит в V класс. Такую модель III + V рекомендуется выбирать, если супруг/партнёр, выбирающий III налоговый класс, имеет доход, значительно превышающий доход второго супруга/партнёра с V налоговым классом.

### Класс IV
К четвёртому налоговому классу относятся:
- состоящие в браке или гражданском партнёрстве:
  - проживают совместно с супругом, ведя общее хозяйство и
  - не выбрали III или V налоговый класс.

Модель IV + IV рекомендуется для супругов/зарегистрированных партнёров, имеющих примерно одинаковый доход. Супруги/зарегистрированные партнёры имеют право также ходатайствовать о переходе на модель III + V. В конце года при этой модели настоятельно рекомендуется заполнить налоговую карту, в результате чего после перерасчёта можно получить некоторую сумму назад (при условии, что было уплачено налогов больше, чем было положено), или же доплатить.

### Класс V
Пятый налоговый класс автоматически выдаётся лицам, чьи супруги/зарегистрированные партнёры получили III налоговый класс.

### Класс VI
Шестой налоговый класс является дополнительным и выдаётся лицам для дополнительных налоговых карт, если налогоплательщик работает на нескольких работах. Это наиболее «дорогой» налоговый класс, предполагающий наиболее высокие налоговые ставки, при котором вовсе отсутствуют необлагаемые налогом суммы.

## Семейные модели
Семейные пары имеют различные налоговые модели, в зависимости от типа семьи:
- состоящие в браке и совместно проживающие супруги: IV + IV или III + V (на свой выбор);
- состоящие в зарегистрированном партнёрстве и совместно проживающие однополые пары: IV + IV или III + V (на свой выбор);
- состоящие в браке или в зарегистрированном партнёрстве пары, проживающие длительное время раздельно: I + I;
- любые пары, не имеющие государственной регистрации: I + I.

В зависимости от налоговых моделей на плечи партнёров доля в общем семейном вкладе в налог распределяется неодинаково. Однако в случае моделей IV + IV и III + V общая сумма выплаченного налога остаётся неизменной (с учётом заполнения налоговой декларации в конце года с возможным получением части денег обратно. В случае модели I + I общая величина налога меняется.

## Необлагаемые суммы
Величина необлагаемых налогом сумм (2010 год) для различных налоговых классов в евро:
| Налоговый класс                                      | I    | II   | III   | IV   | V   | VI  |
| ---------------------------------------------------- | ---- | ---- | ----- | ---- | --- | --- |
| Основная необлагаемая сумма                          | 8004 | 8004 | 16008 | 8004 | нет | нет |
| Паушальная необлагаемая сумма работающих             | 920  | 920  | 920   | 920  | 920 | нет |
| Дополнительная сумма                                 | 36   | 36   | 36    | 36   | 36  | нет |
| Льготная необлагаемая сумма на одинокого родителя    | нет  | 1308 | нет   | нет  | нет | нет |
| Родительская необлагаемая сумма (на каждого ребёнка) | нет  | 7008 | 7008  | 3504 | нет | нет |

Величина необлагаемых налогом сумм (2014 год) для различных налоговых классов в евро:
| Налоговый класс                                      | I    | II   | III   | IV   | V    | VI  |
| ---------------------------------------------------- | ---- | ---- | ----- | ---- | ---- | --- |
| Основная необлагаемая сумма                          | 8354 | 8354 | 16708 | 8354 | нет  | нет |
| Паушальная необлагаемая сумма работающих             | 1000 | 1000 | 1000  | 1000 | 1000 | нет |
| Дополнительная сумма                                 | 36   | 36   | 36    | 36   | 36   | нет |
| Льготная необлагаемая сумма на одинокого родителя    | нет  | 1308 | нет   | нет  | нет  | нет |
| Родительская необлагаемая сумма (на каждого ребёнка) | 7008 | 7008 | 7008  | 3504 | нет  | нет |